# Plorec-sur-Arguenon
Plorec-sur-Arguenon település Franciaországban, Côtes-d’Armor megyében. Lakosainak száma 445 fő (2022. január 1.). Plorec-sur-Arguenon Bourseul, Jugon-les-Lacs-Commune-Nouvelle, Plédéliac, Pléven és Pluduno községekkel határos.

## Népesség
A település népességének változása:
| Lakosok száma | 551  | 503  | 473  | 396  | 404  | 409  | 414  | 417  | 420  | 445  |
|               | 1968 | 1982 | 1990 | 2006 | 2013 | 2015 | 2017 | 2019 | 2020 | 2022 |